# San Francisco Peribán
San Francisco Peribán es una localidad del estado mexicano de Michoacán. Es parte del municipio de Peribán.

## Toponimia
El nombre «San Francisco» hace referencia al santo patrono de la localidad: Francisco de Asís. El nombre «Peribán» proviene de los términos en purépecha: puruuani, hilar; o, locativo. Su significado es «Lugar de tejedores» o «Lugar donde hilan».

## Demografía
| Gráfica de evolución demográfica |
|                                  |

| Censo | Población |
| ----- | --------- |
| 1900  | 550       |
| 1910  | 624       |
| 1921  | 605       |
| 1930  | 659       |
| 1940  | 626       |
| 1950  | 721       |
| 1960  | 1040      |
| 1970  | 1247      |
| 1980  | 1296      |
| 1990  | 1268      |
| 2000  | 1716      |
| 2010  | 2054      |
| 2020  | 2388      |